# 瓦尔特·豪泽
瓦尔特·豪泽（德語：Walter Hauser，1837年5月1日—1902年10月22日）是一位瑞士政治家，瑞士联邦委员会委员（1888年-1902年）。他于1888年12月13日当选为联邦委员会委员，任职至1902年10月22日在任内去世。瓦尔特·豪泽是瑞士自由民主党成员。
在任期内，他主要主持领导了以下部门的工作：
- 军事部（1889年-1890年）
- 财政部（1891年-1899年）
- 政治部（1900年）
- 财政部（1901年-1912年）

期间，瓦尔特·豪泽于1892年和1900年两度出任瑞士联邦总统。